# Век, Алек
Алек Век (англ. Alek Wek, род. 16 апреля 1977) — английская топ-модель африканского происхождения, динка по национальности.

## Ранние годы
Она была седьмым ребёнком в семье из девяти. Когда их семья эмигрировала из Судана, её мать выбрала дату 16 апреля — время сезона дождей, в этот период и родилась Алек. Она говорит, что её имя означает «Чёрная пятнистая корова».

## Начало карьеры
Сотрудник модельного агентства заметил Алек на ярмарке, организованной местной радиостанцией. Первой обложкой Алек стал один из номеров американского ELLE в 1997 году.
В 2002 году Алек снялась в эпизодической роли в приключенческом кинофильме Шекхара Капура «Четыре пера».